# Crête lacrymale postérieure
La crête lacrymale postérieure (ou crête lacrymale de l’unguis) est une crête osseuse verticale sur la face latérale de l'os lacrymal.

## Structure
La crête lacrymale postérieure divise la face latérale en deux parties :
- la partie postérieure ou face orbitaire située dans le plan de la lame orbitaire de l'ethmoïde ;
- la partie antérieure occupée par le sillon lacrymal.

La crête lacrymale postérieure se termine en bas par l'hamulus lacrymal qui s'articule avec le tubercule lacrymal du maxillaire.

### Rapports
La crête lacrymale postérieure est située juste derrière le sac lacrymal dans sa partie supérieure, le canal naso-lacrymal dans sa partie inférieure.

### Variation
Chez la plupart des gens, la crête lacrymale postérieure est assez proéminente. Cependant, chez environ 20% des personnes, il est assez peu profond.
En revanche, la crête lacrymale antérieure est presque toujours très proéminente.

## Rôle
Le muscle de Horner, qui fait partie du muscle orbiculaire de l’œil, s'insère sur la partie supérieure de la crête lacrymale postérieure.
Elle contribue à la protection du sac lacrymal.

## Aspect clinique
Il est assez fin et fragile chez la plupart des gens.
La crête lacrymale postérieure peut être vulnérable aux fractures par avulsion : 25 % de ces fractures par avulsion sont liées à une fracture du crâne Le Fort III.

## Galerie

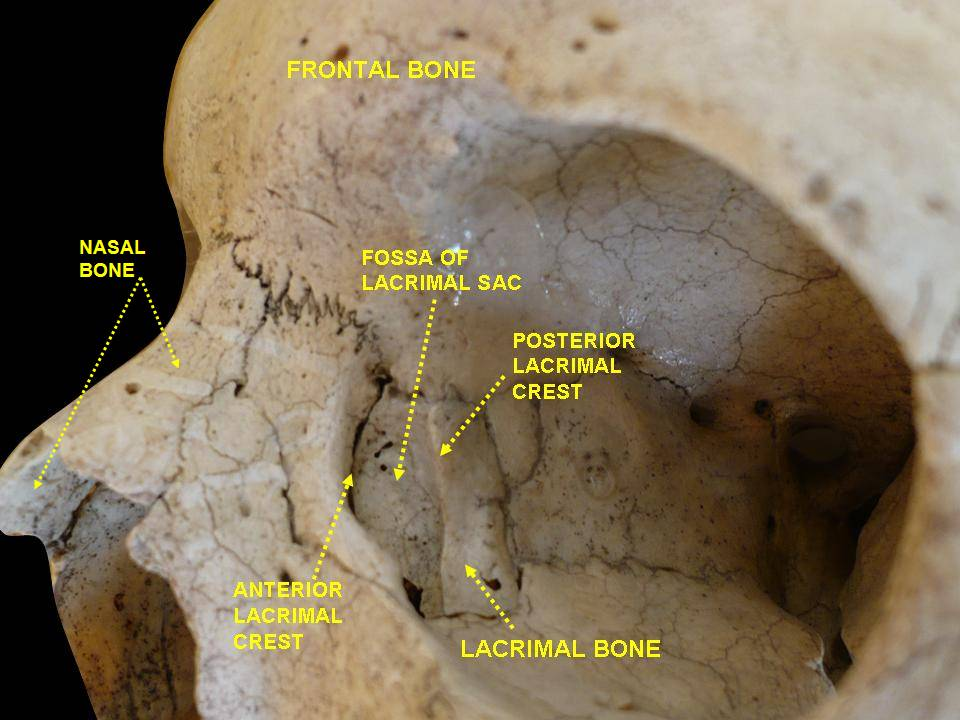
La crête lacrymale postérieure.